# César Loyola
César Loyola Campos (Lima, 13 de mayo de 1965)es un exfutbolista peruano; fue un habilidoso delantero que jugaba por las bandas con gran rapidez. Fue habitual integrante de la selección de fútbol de Perú de finales de los 80s, destacó desde menores en el Sporting Cristal y jugó también en los Pumas de la U.N.A.M., Comunicaciones, Deportivo Municipal, Deportivo Pesquero entre otros. 
Es sobrino del lateral derecho mundialista Eloy Campos y padre del canterano rimense y lateral izquierdo Nilson Loyola.

## Trayectoria
Llegó al Sporting Cristal a mediados de los 70s y debutó en el cuadro rimense como delantero derecho el 18 de mayo de 1981 a los 16 años y 5 dias en la última fecha del torneo Metropolitano ante Alianza bajo la DT. de Alberto Gallardo. 
En 1983 alternaría en la línea de ataque junto a Jorge Hirano, Juan Caballero, «Cucaracha» Luis Mora entre otros, logrando el título de la Primera División del Perú, ese año Cesar anotó sus 4 primeros goles.
A inicios de 1986 fue invitado por el club chileno Deportes Arica del DT. Hernán Godoy a ser parte del equipo en cara a la próxima temporada pudiendo ser su primera experiencia en el extranjero, sin embargo tras un breve período probandose en el club  decidió regresar a Sporting Cristal.
Loyola consiguió su segundo campeonato en 1988 donde fue el goleador del cuadro rimense con 12 goles y en 1989 obtiene el subcampeonato con el cuadro cervecero del Rimac.
Luego de jugar la Copa Libertadores 1990 debido a problemas con el CT. emigra a fútbol mexicano, enrolándose al Pumas de la U.N.A.M. pero una lesión le impidió continuar y pasó a 
NY Los Inkas FC., luego tuvo un periodo de tres meses en Deportes Iquique y luego regresó a Los Inkas FC. llegando en verano de 1992 al Comunicaciones.
En 1993 regresó a su país para jugar por Deportivo Municipal, obtuvo el Torneo Intermedio 1993, sus últimos años jugó en el Carlos Mannucci, en el Club Deportivo Marsa que disputó la fase final de la Copa Perú, finalmente jugó en el Deportivo Pesquero en 1996 y en la  Guardia Republicana en 1997.

## Selección nacional
En 1982 fue parte de la Selección juvenil que participó en los II Juegos Cruz del Sur en Rosario, Argentina. En 1983 fue convocado a la Selección juvenil que participó en el torneo Sub-20 en Cochabamba, Bolivia.
En la selección mayor su primer partido fue el 26 de febrero de 1984, en un partido amistoso ante la selección de fútbol de Honduras. En 1987 participó en el Preolímpico en Bolivia (meses después en la Copa América jugada en Argentina); en 1989 participó en las eliminatorias para el Mundial de Italia 1990.
Vistió la camiseta de la Selección de fútbol del Perú en 11 ocasiones, sin marcar goles.
Su último encuentro fue el 25 de junio de 1989, en una derrota 3:1 ante la Selección de fútbol de Venezuela.

## Clubes
| Club                 | País           | Año       |
| -------------------- | -------------- | --------- |
| Sporting Cristal     | Perú           | 1981-1990 |
| Pumas de la U.N.A.M. | México         | 1990      |
| NY Los Inkas FC.     | Estados Unidos | 1990-1991 |
| Deportes Iquique     | Chile          | 1991      |
| NY Los Inkas FC.     | Estados Unidos | 1991-1992 |
| Comunicaciones       | Guatemala      | 1992      |
| Deportivo Municipal  | Perú           | 1993      |
| Carlos Mannucci      | Perú           | 1994      |
| Club Deportivo Marsa | Perú           | 1995      |
| Deportivo Pesquero   | Perú           | 1996      |
| Guardia Republicana  | Perú           | 1997      |

## Palmarés

### Campeonatos nacionales
| Título                 | Club                | País | Año  |
| ---------------------- | ------------------- | ---- | ---- |
| Liga Peruana de Fútbol | Sporting Cristal    | Perú | 1983 |
| Liga Peruana de Fútbol | Sporting Cristal    | Perú | 1988 |
| Torneo Intermedio      | Deportivo Municipal | Perú | 1993 |